# Andy Sertich
Andy Sertich (* 6. Mai 1983 in Coleraine, Minnesota) ist ein ehemaliger US-amerikanischer Eishockeyspieler mit kroatischer Staatsbürgerschaft. Zuletzt spielte er für die Nottingham Panthers in der Elite Ice Hockey League auf der Position des Verteidigers. Sein Großvater Mark Sertich war bis 2020 der älteste Eishockeyspieler der Welt.

## Karriere

### Clubs
Andy Sertich wurde in Coleraine im US-Bundesstaat Minnesota geboren. Seine Familie stammt aus der kroatischen Region der Lika. Seine Eishockeykarriere begann er in der Saison 2001/02 bei den Sioux Falls Stampede aus der Juniorenliga United States Hockey League. Durch die Pittsburgh Penguins wurde Sertich im NHL Entry Draft 2002 in der fünften Runde an 136. Stelle ausgewählt. Im Sommer 2002 wechselte der Verteidiger zum Eishockeyteam der University of Minnesota in die National Collegiate Athletic Association, wo unter anderem auch Thomas Vanek, Paul Martin und Phil Kessel spielten. Dort blieb er vier Jahre lang und wurde 2003 und 2004 jeweils Meister der Western Collegiate Hockey Association und 2003 Meister der NCAA. Anschließend wechselte er 2006 zu den Utah Grizzlies, dem Farmteam der New York Islanders, in die ECHL.
Im Verlauf des Spieljahres 2007/08 kam Sertich auch zu Einsätzen bei den Bridgeport Sound Tigers aus der American Hockey League, die ebenfalls mit den Grizzlies und Islanders in Kooperation standen. In der Saison 2008/09 kam er wieder hauptsächlich in Utah zum Einsatz. Der kroatische Eishockeyverein KHL Medveščak Zagreb verpflichtete Andy Sertich zur Saison 2009/10. Beim Hauptstadtklub gehörte er in den folgenden beiden Jahren teamintern zu den Spielern mit den meisten Scorerpunkten. 2011 wurde er mit Medveščak erstmals Kroatischer Meister und konnte diesen Titel in den beiden Folgejahren mit seiner Mannschaft verteidigen. Nachdem das Team aus Zagreb seinen Wechsel in die Kontinentale Hockey-Liga bekannt gegeben hatte, ging er im Mai 2013 zu den EC Graz 99ers und blieb damit in der Österreichischen Eishockey-Liga. Nachdem er bereits Ende Oktober bzw. Anfang November um eine Vertragsauflösung gebeten hatte, wurde er am 6. November 2013 innerhalb der Liga zu Alba Volán Székesfehérvár transferiert. Im Sommer 2014 wechselte er zum Dornbirner EC, für den er eine Spielzeit auf dem Eis stand. Die Saison 2015/16 verbrachte er bei den Stavanger Oilers, mit denen er norwegischer Meister wurde. Anschließend zog es ihn nach Großbritannien, wo er für die Nottingham Panthers in der Elite Ice Hockey League spielte und 2017 mit dem Klub den Continental Cup gewann. Anschließend beendete er seine Karriere.

### International
Sein Debüt für die Kroatische Nationalmannschaft gab er bei der Weltmeisterschaft 2012 in der Division II, wo er als Abwehrspieler mit sieben Toren bester Torschütze des Turniers und gemeinsam mit dem Esten Aleksandr Petrov auch zweitbester Scorer hinter seinem Landsmann Joel Prpic wurde. Ein Jahr später gelang ihm mit dem Kroatischen Team der Aufstieg in die Division I. Diesmal wurde er zum besten Verteidiger des Turniers gekürt. In der Division I spielte er 2015 und 2017 für das Team vom Balkan. Zudem nahm er an der Olympiaqualifikation für die Spiele 2014 in Sotschi teil.

## Erfolge und Auszeichnungen
| - 2003 Broadmoor-Trophy-Gewinn mit der University of Minnesota - 2003 NCAA-Division-I-Championship mit der University of Minnesota - 2004 Broadmoor-Trophy-Gewinn mit der University of Minnesota - 2007 Teilnahme am ECHL All-Star Game - 2011 Kroatischer Meister mit dem KHL Medveščak Zagreb | - 2012 Kroatischer Meister mit dem KHL Medveščak Zagreb - 2013 Kroatischer Meister mit dem KHL Medveščak Zagreb - 2016 Norwegischer Meister mit den Stavanger Oilers - 2017 IIHF-Continental-Cup-Gewinn mit den Nottingham Panthers |

### International
- 2012 Bester Torschütze der Weltmeisterschaft der Division II, Gruppe A
- 2013 Bester Verteidiger der Weltmeisterschaft der Division II, Gruppe A
- 2013 Aufstieg in die Division I, Gruppe B, bei der Weltmeisterschaft der Division II, Gruppe A

## Statistik
(Stand: Ende der Saison 2016/17)